# Janusz Gilewicz
Janusz Gilewicz (ur. 23 lipca 1918 w Kijowie, zm. 7 listopada 1973 w Poznaniu) – chemik, profesor UAM.

## Życiorys
Po odzyskaniu niepodległości przez Polskę jego rodzina osiadła w Swarzędzu. Uczęszczał do Gimnazjum im. Jana Kantego. Maturę zdał w 1936. Następnie kontynuował naukę na Uniwersytecie Poznańskim, na Wydziale Matematyczno-Przyrodniczym.
II wojnę światową spędził w okolicach Warszawy. Brał udział w tajnym nauczaniu jako nauczyciel. Wstąpił do 1 Armii Wojska Polskiego w 1944. Po wojnie powrócił do Poznania na studia chemiczne, które ukończył w roku 1949. W 1948 ożenił się z Barbarą Kuźmińską, miał z nią dzieci: Krystynę (ur. 1949), Michała (ur. 1954), Joannę (ur. 1957). W 1958 został docentem, a w 1965 profesorem nadzwyczajnym.
Opublikował 45 rozpraw i komunikatów naukowych.

## Odznaczenia i nagrody
- 1945 – Krzyż Zasługi za Dzielność w Walce z Niemieckim Najeźdźcą
- 1971 – Krzyż Kawalerski Orderu Odrodzenia Polski